# Polyclinella azemai
Polyclinella azemai is een zakpijpensoort uit de familie van de Polyclinidae. De wetenschappelijke naam van de soort is voor het eerst geldig gepubliceerd in 1930 door Harant.